# Ahantafrankolijn
De ahantafrankolijn (Pternistis ahantensis; synoniem: Francolinus ahantensis) is een vogel uit de familie fazantachtigen (Phasianidae). De wetenschappelijke naam van de soort is voor het eerst geldig gepubliceerd in 1851 door Temminck.

## Kenmerken
De vogel is 33 tot 35 cm lang en weegt gemiddeld 487 (vrouwtje) tot 608 (mannetje) gram. Deze frankolijn lijkt sterk op de geschubde frankolijn (P. squamatus) maar die komt niet voor in dezelfde streek. De vogel lijkt ook op de Barbarijse frankolijn (P. bicalcaratus). De ahantafankolijn heeft echter oranje gekleurde poten en een minder uitgesproken lichte wenkbrauwstreep. De vogel heeft een oranje snavel met een donkere snavelbasis. Verder is de vogel, net als de meeste frankolijnen roodachtig bruin met grijze randen aan de veren. Van boven donkerder dan op buik en borst.

## Verspreidingsgebied en leefgebied
De soort wordt aangetroffen in het westen van Afrika. Er worden geen ondersoorten meer onderscheiden. 
De vogel komt voor aan de randen van goed ontwikkeld bos, vegetaties langs waterlopen, maar ook in agrarisch gebied mits er dicht struikgewas aanwezig is. Meestal in laagland, maar in Liberia waargenomen op 1400 m boven de zeespiegel.

## Beschermingsstatus
De grootte van de wereldpopulatie is niet gekwantificeerd. De ahantafrankolijn gaat in aantal achteruit. Echter, het tempo ligt onder de 30% in tien jaar (minder dan 3,5% per jaar). Om deze redenen staat deze frankolijn als niet bedreigd op de Rode Lijst van de IUCN.